# El carruaje
El carruaje es una telenovela mexicana histórica producida por Ernesto Alonso para Telesistema Mexicano (hoy Televisa) en 1972. La telenovela recrea el tenso ambiente político que se vive en 1867, con el Emperador Maximiliano I de Habsburgo, interpretado por el actor Carlos Monden, al borde de perder el poder gracias a la lucha por la independencia a cargo del célebre abogado y político Benito Juárez, rol a cargo del actor José Carlos Ruiz. Los acompañaron en el reparto, entre muchos otros, famosas estrellas como Narciso Busquets, Sergio Jiménez, Wally Barrón, Aarón Hernán, Ignacio López Tarso y las actrices María Elena Marqués y Nelly Meden, como Margarita Maza, la esposa de Juárez; y la Emperatriz Carlota Amalia, la esposa de Maximiliano de Habsburgo, respectivamente.
Fue una de las primeras telenovelas históricas hechas en México, además de ser la primera hecha a todo color, alcanzando un gran éxito de audiencia. [cita requerida]

## Elenco
- José Carlos Ruiz - Benito Juárez
- María Elena Marqués - Margarita Maza
- Carlos Monden - Maximiliano I de México
- Fernando Mendoza - José María Iglesias
- Aarón Hernán - Sebastián Lerdo de Tejada
- Sergio Jiménez - Florencio del Castillo / Hombre al que matan a su hijo / Teniente
- Narciso Busquets - Ignacio Comonfort / Coronel Rodolfo Blanco
- Nelly Meden - Carlota de México
- Mario Almada - Marcos Girón / Juan de la Cruz Borrego
- Ignacio López Tarso - Padre Camilo Esparza / General Epitacio Huerta / Liberto Martínez
- Salvador Sánchez - Marino Ortiz / Porfirio Díaz
- Mario Cid - Manuel Gutiérrez Estrada / Roque / Lugarteniente de Marcos Toledo / Prisionero
- Andrés García - Teniente José Francisco Azcárate
- Antonio Passy - Napoleón III
- Carlos Bracho - Octavio Rivera
- Germán Robles - General Mariano Escobedo
- Wally Barrón - Comandante de San Juan de Ulúa / General Juan Nepomuceno Cortina
- Norma Herrera - Sofía / Ángela
- Elizabeth Dupeyrón - Manuela Juárez
- Carlos Fernández - Guillermo Prieto
- Ofelia Montesco - Eugenia de Montijo
- Juan Felipe Preciado - Juan Nepomuceno Almonte
- Jorge Mondragón - Melchor Ocampo + Es fusilado / Mariano Riva Palacio
- Rafael Llamas - General Leonardo Márquez
- Rafael Banquells - Frédéric Forey
- Carlos Cámara - Alfonso Dubois, conde de Saligni / Padre Agustín Fischer
- José Chávez - Eufemio Cruces
- Martha Zavaleta - Chole
- Jorge Patiño - Don Francisco, alcalde de San Luis de Potosí / Carcelero / Marcos Toledo / Prisionero
- Héctor Andremar - Manuel Doblado
- José Baviera - Obispo Labastida
- Roberto Antúnez - Damián
- David Salazar - Mariano Salas
- Raúl Valerio - Buitrón / Juan Álvarez / General Alcalde / Presidente del Tribunal Militar
- Carlitos Argüelles - Hijo de Benito Juárez
- Ernesto Gómez Cruz - Santos Degollado / Cabo Peña / Capitán Jiménez / Salvador
- Javier Ruán - Leandro Valle / Teniente Ugarte / General Ramón Méndez
- David Reynoso
- José Iglesias
- Gerardo del Castillo
- Cristina Moreno
- Enrique Álvarez Félix
- Socorro Avelar - Partera
- Eduardo Alcaraz - Mariscal Aquiles Bazaine
- Julieta Bracho - Pepita Peña
- Ramón Menéndez - Pedro Santacilia
- Eric del Castillo - Coronel Nicolás Romero / Pedro Meoqui / Sabás
- Miguel Gómez Checa
- Blanca Torres - Señora Pacheco / Delia / Martina
- Irma Lozano - Raquel
- Raúl Meraz - Doctor Montero / Coronel
- Augusto Benedico - Don Pablo
- Alfonso Meza - José Luis Blasio
- Raúl Dantés - Tomás Mejía
- Oscar Morelli - Capitán Alvírez / Coronel Billol
- Columba Domínguez - Justina, mujer de Liberto
- Félix González - Cura de Lorixia / General Patoni
- Isabela Corona - Águeda
- Víctor Alcocer - Herrera
- Miguel Maciá - Hugo Mijares / General Aquiles Dupín / Benjamín
- Ricardo Blume - Padre Farías
- Luis Miranda - Hombre al que matan a quemarropa
- Quintín Bulnes - Coronel francés
- Héctor Bonilla - Heberto
- Héctor Suárez - Sebastián / Jesús González Ortega
- Héctor Sáez - Capitán que fusila a Ocampo / Alejandro / Teniente / Haro
- Victorio Blanco - Antonio Portillo / Nicanor
- José Loza - General Méndez
- Emma Roldán - Doña Agapita, madre del general Pedro José Méndez
- Pilar Pellicer - María, esposa del general Pedro José Méndez
- Noé Murayama - General José María Arteaga
- Jorge del Campo - Teniente Rangel / Coronel Roca
- Luis Gimeno - José María Lacunza
- Susana Dosamantes - Concepción
- Ricardo Mondragón - Doctor Samuel Basch
- Luis Couturier - Félix Zuloaga / Coronel / Embajador de Estados Unidos / Eulalio María Ortega
- José Alonso - Carlos
- Anita Blanch - Esperanza
- Jorge Fink - Francisco Zarco / Cura
- Aurora Clavel - Mujer
- Rosario Gálvez - Rosalía Cano
- Mario Casillas - Capitán Esteban Rosas / Coronel Jaime Pereyra / Coronel Tolsá
- Graciela Orozco
- Felio Heliel - Soldado Camilo
- Raúl Boxer - Vicente Riva Palacio
- Alberto Gavira - Encarnación / Esteban / Jefe indígena
- Ángel Casarín - Plutarco / General Castelnau
- León Singer - Padre de Raquel
- Manolo García - Capitán Pourcell
- Carlos Jordán - General Castelau
- Guillermo Gil - Pedro Tapia
- Ron Fletcher - Mr. Barrett
- Pancho Córdova - Ministro de Maximiliano

## Producción
- Historia original: Carlos Enrique Taboada, Miguel Sabido, Antonio Monsell
- Dirección de cámaras: Guillermo Diazayas
- Dirección de escena: Raúl Araiza
- Gerente de producción: Jesús Marín
- Coordinación de producción: Ernesto Alonso
- Productor ejecutivo: Pablo García Sainz
- Productor general: Miguel Alemán Velasco